# Isakowo (przystanek kolejowy)
Isakowo (ros. Исаково) – przystanek kolejowy w miejscowości Isakowo, w rejonie wiaziemskim, w obwodzie smoleńskim, w Rosji. Położony jest na linii Wiaźma – Kaługa.

## Historia
Stacja kolejowa powstała w czasach carskich na linii kolei riażsko-wiaziemskiej pomiędzy stacjami Tiemkino i Wiaźma. Przebudowana do przystanku w XXI w.